# よし俣とよしげ
よし俣とよしげ（よしまた とよしげ、1966年〈昭和41年〉10月31日 - ）は、鹿児島県出身で、同県を拠点に活動するローカルタレント、俳優。アイエス・フィールド所属。
鹿児島県域局の南日本放送（MBC）で活動するMBCタレントの一員でもあるが、同局の番組やCMに限らず、鹿児島放送（KKB）や鹿児島読売テレビ（KYT）のテレビ番組、エフエム鹿児島のラジオ番組に出演することもある。

## 略歴
1966年（昭和41年）に鹿児島市の老舗旅館の次男として生まれる。鹿児島市立城南小学校、鹿児島市立天保山中学校を経て、鹿児島県立鹿児島中央高等学校を卒業。
高校では、1年生として入学してまだ2か月の6月に生徒会長を選ぶ選挙に立候補し、先生の物真似をして過半数以上を獲得し当選するが、教師たちが問題視し獲得票数2位の者が生徒会長に就任。半年後の生徒会長選挙では立候補を禁じられ、候補者の応援演説なら許されたため、候補者は名前だけ名乗り、よし俣が後の全てを喋った結果、応援した候補者が当選してしまったため、その後は応援演説すら禁じられた。
卒業後は、営業職など様々な業種を経て、飲食チェーン店の珍丼亭で働くも店が2年で潰れ、その後ほっかほっか亭で働き20代後半には中草牟田といづろの店長を任されるまでになったが、店長になった途端に24時間営業だった中草牟田で夜に働いていたパートのおばちゃんが辞めてしまい、38時間連続で働いた事もあった。
30歳になる頃、MBCタレントをしていた同級生の女性に「俺もタレントになれるか」と聞いたところ「なれるんじゃない」と言われ、タレント試験への応募を決意。すでに結婚していた為、両親、兄の吉俣良、親戚から怒られ大反対されるも、反対された事で余計にやりたくなった。自分の実力なら通るだろうと、ほっかほっか亭を辞めMBCタレントの試験を受け、約40人ほどいた男性候補者の中から男では2次審査に唯一通過するも不合格となる。落ちたため、同級生の女性MBCタレントに「なれるって言っただろ」と食ってかかるも「私は知らないって」とあしらわれる始末だったが、『さつまお笑い劇場』内で若手が薩摩狂句のコントをするコーナーに、若い者を入れたいという案がMBC南日本放送の社内で起こり、不合格となった約1週間後に同級生である女性MBCタレントから「MBCラジオの部長に電話してみて」と連絡が来た事で、晴れて30歳でMBCタレントとなった。その後も、タレント活動をしつつ先輩の居酒屋などでアルバイトをしながら生計を立てていた。
当初は、本名である漢字表記の吉俣豊茂で活動しており、ほいで吉俣に改名した後に現在の芸名となった。MBCテレビでの「ぶらり商店街」が人気を博した。
タレント稼業以外にも、イベントなどの司会、俳優、舞台もこなしている。かつては、ゴーグル姿で宣伝キャラクターとしてKYTオートピア21のCMに出演していた。KKB鹿児島放送のテレビ番組「かごとき」では、2016年（平成28年）10月からメインキャスターを務めた。KYT鹿児島読売テレビのテレビ番組には、2009年（平成21年）7月放送の「クイズさつまにあ」、タレントのはしのえみや兄の吉俣良と一緒にゆかりの地をめぐる2009年（平成21年）9月放送のKYT15周年記念番組「回帰線」、2014年（平成26年）3月放送の「はるかごワイド2014」、2014年（平成26年）7月放送の「かごしまエナジーチャージ」などに出演。KTS鹿児島テレビで放送された2013年（平成25年）の薩摩剣士隼人ひっとべ!ボッケモンランド第25回と第27回では、番組最後のプレゼントコーナーに登場した。
かごしま錦江湾サマーナイト大花火大会では、場内ナビゲーションのナレーションを担当する年もある。

## 人物
実兄は、NHK朝の連続テレビ小説『こころ』のテーマ曲、NHKの大河ドラマ『篤姫』のテーマ曲や音楽監督、aikoやSMAPに楽曲を提供した音楽プロデューサーの吉俣良。両親は芸能とは無縁であるが、鹿児島ローカルで放映されたセブンプラザのテレビCMに、高齢者のお客様夫婦役として出演した。
小学校と中学校の後輩に女優の稲森いずみ、中学校の後輩に歌手の中島美嘉がいる。DA PUMPのISSAは鹿児島県が好きで鹿児島へよく来訪するため、よく一緒に酒を飲み交わす仲であり、鹿児島県でのイベントなどでも一緒に仕事をする事もある
ラジオの生放送で、自動車会社でのインタビューを行う中継放送のとき、その自動車会社お偉いさんから「オートピア21のCMで出てる人では？」と声をかけられた事で話に夢中になってしまい、中継の開始に気付かないまま何も喋っていない状態で30秒以上が経過してしまったが、一緒に同行していた電波を飛ばす役の女性が慌てて中継車内から降りてきて「始まってますよ」と注意され、慌てて喋る事態となる。通常は30秒以上喋らない無音状態だと、緊急事態と判断され自動で音楽に切り替わる仕組みだが、たまたま冷房の空調のブーンという音を放送で拾っていたおかげで、よし俣の奥で喋る声が小さく聞こえていた状態だったにもかかわらず、音楽に切り替わる事は無く始末書ものにはならなかったものの、会社に帰ると部長からこっぴどく怒られた。ある時は、公共の場所では花見のため場所を押さえるのは本来は禁止されているにもかかわらず、よし俣が放送局の名前で場所を前もって押さえていたため、一般人から会社へ苦情が来てしまい、またしても部長からこっぴどく怒られた。
MBCタレントになってからは、野口たくお、早稲田裕美子と共にコント集団「レッドタートルズ」を結成し、そのコント集団はコント劇団「つぐろじん」を経て、鹿児島弁喜劇集団「オモシテガ」へと変容しているが、よし俣と野口はその全てに参加している。
2016年（平成28年）2月28日から行われているイベント「肉月灯」の名付け親である。鹿児島県内の畜産を活気付けるため、飲食店で提供している肉料理を提供するイベントを企画しているため、良い名前はないかと飲食店を営む者たちから相談され、よし俣は「照国神社で開催するんだし六月灯をもじって肉月灯でいんじゃない？」と提案したものの却下されたが、後日「よくよく考えたら、肉が集（）うという語呂合わせも含まれている良い名前だと気付きました」と謝罪され、正式名称となったという経緯がある。

## 出演

### テレビ
- どーんと鹿児島（1997年 - 、MBCテレビ）レポーター、不定期
- てゲてゲ（2010年 - 、MBCテレビ）「しげRyu[注釈 6]」。不定期

#### 過去のテレビ出演
- ズバッと!鹿児島（2005年4月2日 - 2018年9月29日、MBCテレビ）土曜日、「商店街巡り」レポーター
- mixx（MBCテレビ）準レギュラー
- はるかごワイド2014（2014年3月21日[注釈 7]、KYT鹿児島読売テレビ）司会
- かごとき（2016年10月3日 - 2019年3月21日、KKB鹿児島放送）司会

### ラジオ
以下の番組以外に、単発でMBCラジオのレギュラー番組、特番、スペシャルウィークなどで中継レポーターを務める。
- さつまお笑い劇場（2019年 - 、MBCラジオ）司会[注釈 8]
- 城山スズメ（MBCラジオ）ジャパネットたかた・ラジオショッピングのコーナーを担当。不定期
- しげちゃん・たくPのチェストいけ！オンジョ‼︎
- よし俣とよしげのいきいきサタデー（2020年 - )[注釈 9]

#### 過去のラジオ出演
- 竹丸、ほいでの夜と朝の間（2001年 - 2003年[注釈 10]、MBCラジオ）
- かごしまラジオマガジン「ラジマガ」（2007年4月 - 2008年3月、MBCラジオ）[注釈 11][注釈 12]
- 海童稔のカラオケ指南道場（MBCラジオ[注釈 13]）
- ビッグIIへ行こう（MBCラジオ[注釈 14]）
- たけまる商店、営業中!（MBCラジオ[注釈 15]）
- 城山スズメ（MBCラジオ）「TOHOシネマズ与次郎プレゼンツ、がっつい映画」[注釈 16]
- えっちゃんのたんぽぽ倶楽部（MBCラジオ）「とよしげ、瞳のSummer Rice day!」（夏季）、「とよしげ、瞳のHave a rice day!」（秋季）[注釈 17]
- μ's UP!（エフエム鹿児島）金曜日のコーナー「エニウェイマイホーム」中継レポーター。

## CM
テレビ
- KYTオートピア21[注釈 18]

KYT鹿児島読売テレビで放送されており、ヘルメットとゴーグルをかけた姿で出演していた。KYTの文字が外れ、オートピア21として営業するようになってからは出演していない。
- 九州糧販

KKB鹿児島放送で放送されており、ドラえもん放送直前にカウキャッチャー形式で放送された。
ラジオ
ゼロハウスをはじめ単発のスポットCMに多数出演している。

## 映画
- チェスト!

漁師のヨッちゃん役。映画初出演。当初は脚本になかったが、本人と監督が意気投合して映画にリアリティーを持たせるために急遽付け加えられた。メインキャストなどとのセリフの絡みはあるが、短いシーンでの出演。なお髙嶋政宏によれば、鹿児島弁の方言習得や役づくりに関して一部によし俣の助けがあった旨の発言がなされている。
- 半次郎[3]
- 六月燈の三姉妹[3]
- マンゴーと赤い車椅子[3]
- きばいやんせ!私[3]